# Penitenciaría Estatal de Luisiana
La Penitenciaría Estatal de Luisiana (o en idioma inglés Louisiana State Penitentiary, cuyo acrónimo es LSP), conocida como Angola, es una prisión del Louisiana Department of Public Safety & Corrections en una área no incorporada en la Parroquia de West Feliciana, Luisiana, Estados Unidos. LSP es la única prisión de alta seguridad para hombres en el estado.
Se encuentra a menos de dos millas al sur de la frontera este-oeste de Louisiana con Mississippi. LSP, con una superficie de 18.000 acres (73 kilómetros cuadrados), es la prisión de alta seguridad más grande en los Estados Unidos, con 6.300 prisioneros y 1.800 empleados, incluidos funcionarios penitenciarios, conserjes, personal de mantenimiento y guardias. Ubicada en la parroquia West Feliciana, la prisión se encuentra entre los lagos del río Misisipi, por lo que está rodeada por el agua. Tiene el corredor de la muerte para hombres y la cámara de ejecución del estado.
Burl Cain fue el director desde 1995 hasta el 7 de marzo de 2016. Era conocido por realizar numerosas mejoras y reducir la tasa de violencia en la prisión.

## Historia
Antes de 1835, los prisioneros del estado estaban recluidos en una cárcel de Nueva Orleans. La primera penitenciaría del estado de Louisiana, ubicada en la intersección de las calles 6th y Laurel en Baton Rouge, se inspiró en una prisión en Wethersfield, Connecticut. En 1844, el estado arrendó la prisión y sus prisioneros a McHatton Pratt and Company, una compañía privada.
Durante la Guerra Civil Americana, los soldados de la Unión ocuparon la prisión en Baton Rouge. En 1869, durante la era de la Reconstrucción, Samuel Lawrence James, excomandante de la Confederación, recibió el contrato de arrendamiento militar para la futura propiedad de la prisión a lo largo del río Misisipi.
La tierra donde se ha desarrollado la Penitenciaría de Angola se compró en la década de 1830 a Francis Rout. Angola recibió su nombre por el país africano de donde provinieron muchos de los esclavos que trabajaban en el lugar.
El Departamento de Seguridad Pública y Correcciones de Louisiana (Louisiana Department of Public Safety & Corrections) abrió la instalación como una prisión estatal en 1901.

## Administración
Angola fue diseñada para ser lo más autosuficiente posible; funcionó con una fábrica de conservas, una lechería, un sistema de correo, un pequeño rancho y talleres de reparación. Se promulgó la autosuficiencia para que se gastara menos dinero y para que políticos como el gobernador de Louisiana Huey P. Long tuvieran una imagen pública mejorada. En la década de 1930 los presos trabajaban desde el amanecer hasta el anochecer.
A partir de 2009 hay tres niveles de confinamiento solitario. "Bloqueo extendido" se conoce como "Restricción de celda cerrada" o "CCR". Hasta un período anterior a 2009, los presos condenados a muerte tenían más privilegios que los presos con "bloqueo prolongado", incluido el privilegio de ver televisión.
"Bloqueo extendido" originalmente fue pensado como un castigo temporal. El siguiente nivel más restrictivo es el "Campo J", que se refiere a una vivienda para presos que alberga confinamiento solitario. El nivel más restrictivo es la "segregación administrativa", conocida coloquialmente por los internos como la "mazmorra" o el "agujero".

## Localización
La penitenciaría estatal de Louisiana se encuentra en una área no incorporada en la Parroquia de West Feliciana, Luisiana, Estados Unidos. Se encuentra en la base de las colinas Tunica Hills.
La prisión está a 35 km al noroeste de St. Francisville, a unos 80 km al noroeste de Baton Rouge, y a 217 km al noroeste de Nueva Orleans. Angola está a aproximadamente a una hora en automóvil de Baton Rouge, y está a aproximadamente a dos horas en automóvil de Nueva Orleans. El río Misisipi limita con las instalaciones por tres lados. La prisión está cerca de la frontera entre Louisiana y Mississippi. Angola se encuentra a unos 55 km del Instituto Correccional Dixon. La entrada principal se encuentra en el extremo de Louisiana Highway 66.

## Demografía
La penitenciaría estatal de Louisiana es la mayor institución correccional en los Estados Unidos debido a su gran población. En 2010 la prisión contaba con 5.100 reclusos y 1.700 empleados. En 2010, la composición racial de los internos era 76% negra, 24% blanca; El 71% de los reclusos cumplían cadena perpetua y el 1,6% habían sido condenados a muerte. A partir de 2016 la mayooría de los reclusos provienen del estado de Misisipi.
A partir de 2011, la prisión cuenta con aproximadamente 1,600 empleados, lo que la convierte en una de las empresas más grandes del estado de Louisiana. Más de 600 "personas libres" viven en la propiedad de la prisión; estos residentes son el personal de emergencia de Angola y sus dependientes. En 1986, alrededor de 200 familias de empleados vivían dentro de la propiedad de Angola. Hilton Butler, entonces director de Angola, estimó que 250 niños vivían en la propiedad de Angola. Muchos empleados de prisiones son de familias que han vivido y trabajado en Angola por generaciones.

## Composición

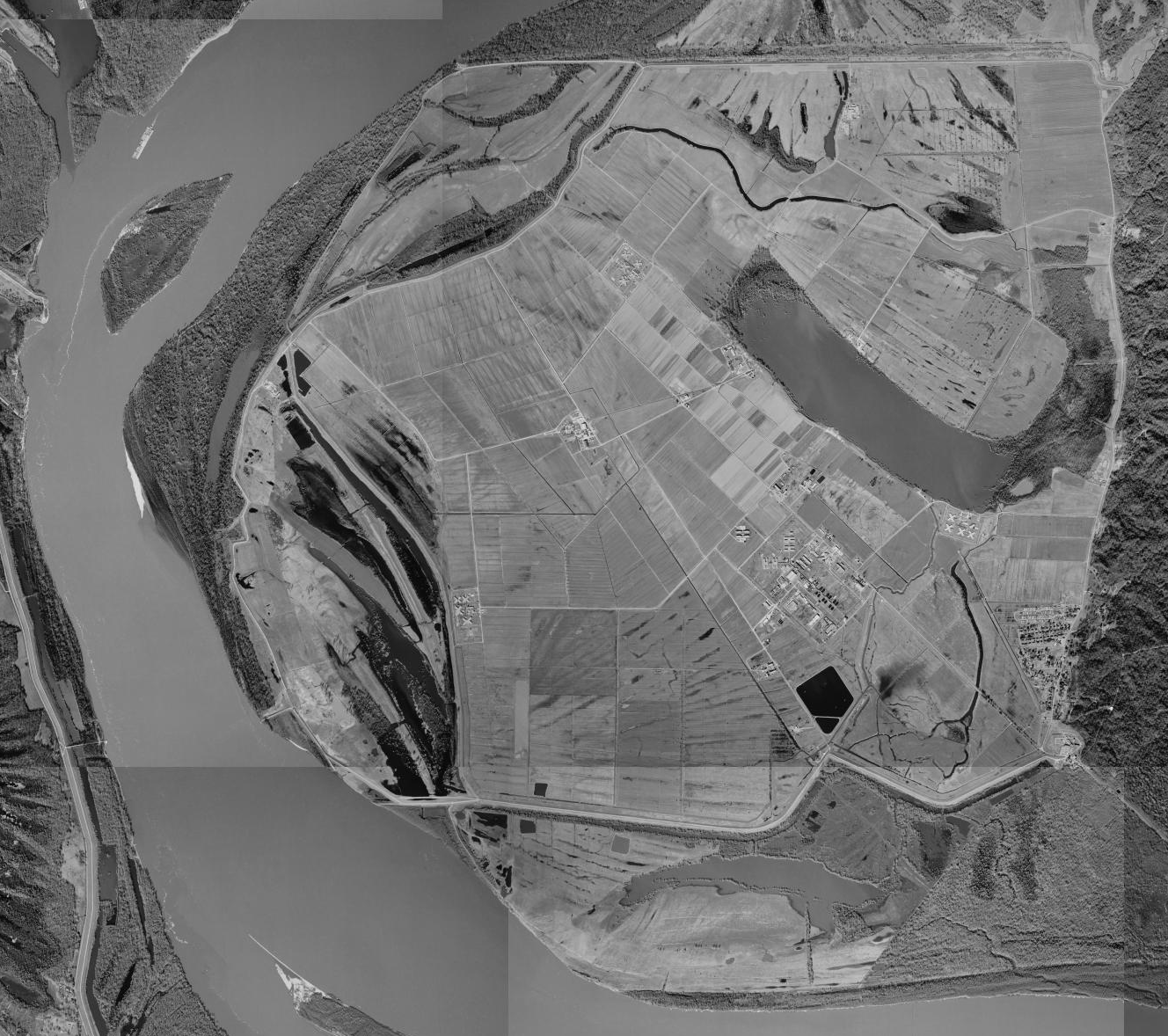
Vista aérea de Louisiana State Penitentiary, el 10 de enero de 1998

La prisión tiene una superficie de 18,000 acres (7,300 ha) y ocupa un área de 28 millas cuadradas (73 km²). El tamaño de la prisión es más grande que el tamaño de Manhattan. Está rodeada por las colinas Tunica y por el río Misisipi. El perímetro de la propiedad no está cercado, mientras que el dormitorio individual de los presos y los campamentos recreativos están cercados. La mayooría de los edificios de la prisión son amarillos con un borde rojo.

### Habitaciones de los reclusos
El estado de Louisiana considera a Angola como una institución de seguridad múltiple; El 29% de las camas de la prisión están destinadas a internos de máxima seguridad. Los internos viven en varias unidades de vivienda dispersas por todo el territorio de Angola. En la década de 1990, se habían instalado unidades de aire acondicionado y calefacción para las viviendas. La administración de la prisión afirma que esto se debe a que tener "reclusos de todas las edades y con largas condenas, vivir de esta manera fomenta la cooperación y las relaciones sanas con los compañeros".

### Complejo penitenciario principal
El complejo de la prisión principal consiste en el patio este y el patio oeste. East Yard tiene 16 dormitorios para presos de condena mínima y media y un bloque de celdas de bloqueo para las condenas máxima. A partir de 1999, el complejo carcelario principal alberga la mitad de los prisioneros de Angola.

### Campamentos
Angola también tiene varios campamentos. El campamento C incluye ocho dormitorios de custodia mínima y media, un bloque de celdas con segregación administrativa y presos de bloque de celdas de trabajo, y un bloque de celdas de bloqueo extendido. El campamento C incluye los dormitorios de los osos y los lobos, y los bloques de celdas de jaguar y tigres. El campo D tiene las mismas características que el campo C, excepto que tiene un bloque de celdas que funciona en lugar de un bloque de celdas de bloqueo extendido, y su otro bloque de celdas no tiene prisioneros que trabajan. El campamento D alberga los dormitorios Eagle y Falcon y los bloques de celdas Hawk y Raven. El Campamento J tiene cuatro bloques de celdas de bloqueo extendido, que contienen presos con problemas de disciplina, y un dormitorio con presos de custodia mínima y media que brindan funciones de limpieza para el Campamento J. El Campamento J alberga los bloques de celdas Alligator, Barracuda, Gar y Shark.
El campamento F tiene cuatro dormitorios de custodia mínima y el "Dog Pen", que alberga a 11 reclusos de custodia mínima. Todos los prisioneros alojados en el Campamento F son fideicomisarios que limpian pisos, entregan alimentos a otros prisioneros y realizan otras tareas de apoyo. El campo F también alberga la cámara de ejecución de Angola. El campamento F tiene un lago donde pescan los fideicomisarios.
La unidad de celda cerrada (CCR), una unidad de aislamiento ubicada cerca de la entrada principal de Angola, tiene 101 celdas de aislamiento y 40 camas de fideicomisarios.

### Centro de recepción y corredor de la muerte
El Centro de Recepción, el edificio de la prisión más cercano a la entrada principal, actúa como centro para los presos recién llegados. Se encuentra a la derecha de la carretera principal, dentro de la puerta principal. Además, contiene el corredor de la muerte para los reclusos varones en Luisiana, con 101 celdas de detención prolongada que albergan a los reclusos condenados. La instalación del corredor de la muerte tiene una sala central y varios niveles. La entrada a cada nivel incluye una puerta cerrada y fotografías a color de los prisioneros ubicados en cada nivel. El corredor de la muerte incluye ocho niveles, con letras desde la A a la G. Siete niveles con 15 celdas, y un nivel que tiene 11 celdas. Cada pasillo tiene una celda que se utiliza para ducharse. El corredor de la muerte alberga áreas de ejercicio con postes de baloncesto. La instalación del corredor de la muerte se construyó en 2006 y no hay aire acondicionado, ni ventilación. Además, el Centro de Recepción tiene un dormitorio de custodia mínima con presos que brindan servicio de limpieza para las instalaciones.

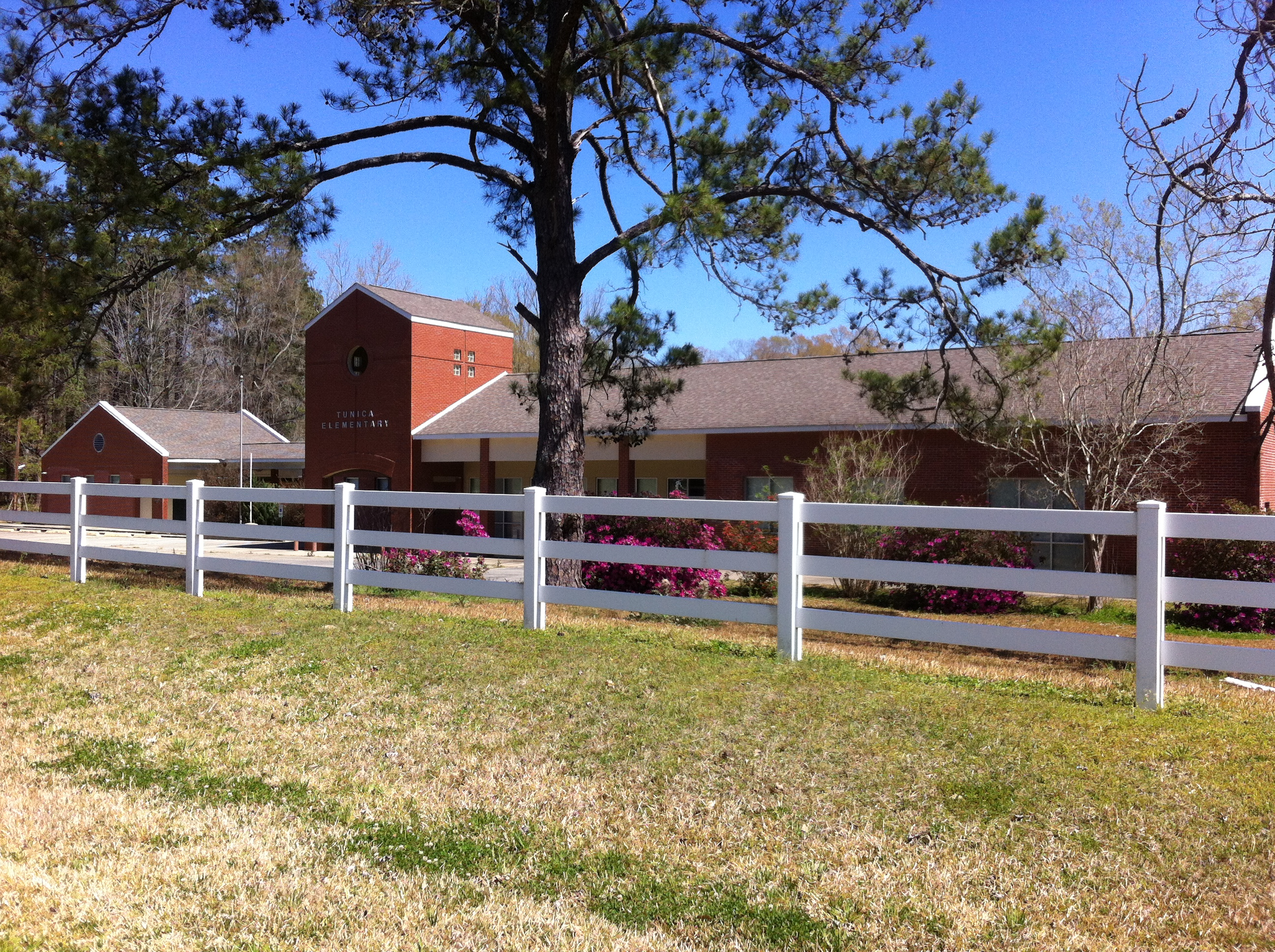
La Escuela Primaria Tunica, asistían con anterioridad los niños que vivían en los terrenos de Angola.

### B-Line
La instalación incluye un grupo de casas, llamadas "B-Line", que funcionan como residencias para el personal de la prisión y sus familias; los internos realizan servicios para el personal y sus hogares. La vivienda para empleados incluye centros recreativos, piscinas y parques.
Los residentes de los terrenos pueden asistir a las Escuelas Públicas de West Feliciana Parish. Las escuelas primarias que sirven los terrenos de Angola incluyen Bains Lower Elementary School y Bains Elementary School en Bains. Las escuelas secundarias que atienden los terrenos de Angola son West Feliciana Middle School y West Feliciana High School en Bains. La biblioteca de la parroquia West Feliciana se encuentra en St. Francisville.
Anteriormente, los niños asistían a la Escuela Primaria Tunica en Tunica, ubicada cerca de la prisión a a 6,4 km de Angola. El 18 de mayo de 2011, debido a la escasez en los presupuestos, la junta escolar de la parroquia votó a favor de cerrar Tunica Elementary.

### Estación de bomberos
La estación de bomberos alberga al personal del Departamento de Servicios Médicos de Emergencia de Angola, que brinda los servicios de bomberos y de emergencia a la prisión. El equipo del departamento incluye un motor, un camión cisterna y un camión de rescate. Dentro de Angola, el departamento protege 500 edificios, incluidos los alojamientos de los empleados y los presos. El departamento tiene acuerdos de ayuda mutua con West Feliciana Parish y con el Condado de Wilkinson, Mississippi.

### Sitios religiosos

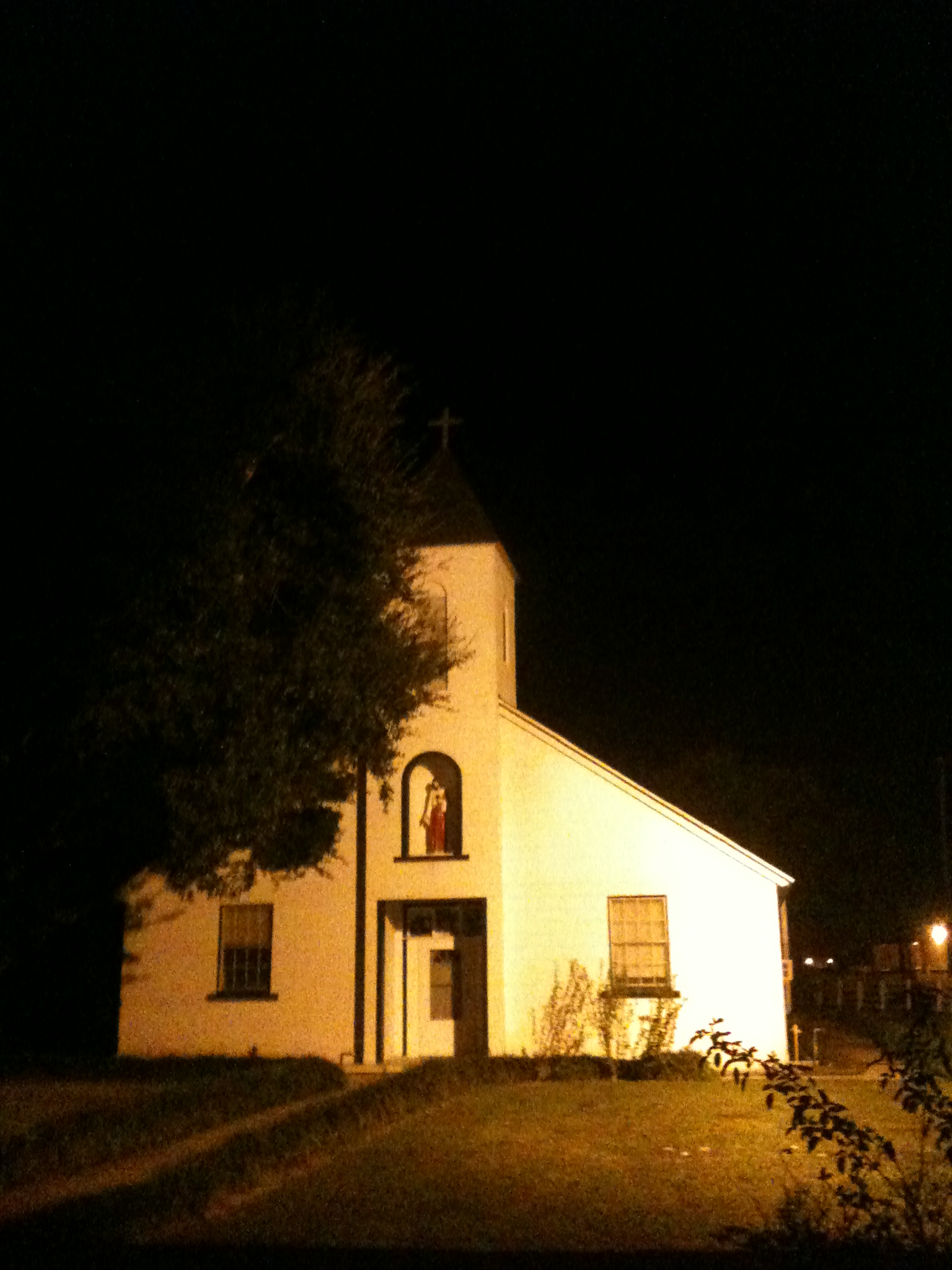
Igleasia St. agostoine Roman

La entrada principal a Angola tiene un monumento grabado que se refiere a la Epístola a los Filipenses 3:15. Reflejando el predominio histórico de la iglesias católicas en el sur de Luisiana, la iglesia de San Agustín fue construida a principios de la década de 1950. La capilla interreligiosa de la Nueva Vida fue construida en 1982.
En la década de 2000, la iglesia principal de la prisión, las iglesias de los campamentos C y D, y una capilla de jardines, se construyeron como parte de un esfuerzo por construir capillas para todas las instalaciones penitenciarias estatales. También se construyó una capilla para el personal y la familia que habita en la prisión. Donaciones externas y venta de boletos del rodeo de la prisión financiaron estas iglesias.
La estructura más reciente es la Capilla de Nuestra Señora de Guadalupe, una estructura de 6,000 pies cuadrados (560 m²) construida con más de $ 450,000 en recursos donados por los empresarios latinoamericanos Jorge Valdez y Fernando García. Su diseño se asemeja a The Alamo en San Antonio, Texas. Construida en 38 días por 50 prisioneros, se inauguró en diciembre de 2013. La iglesia interreligiosa "incluye asientos para más de 200 personas y cuenta con pinturas, muebles y vitrales diseñados por los reclusos".

### Casa de huéspedes
La llamada "casa de los ranchos" es una lugar para darles comodidad a los huéspedes de la prisión. Originalmente construido para servir como un centro de conferencias para complementar la sala de reuniones en el edificio de la administración de Angola, "Ranch House" incluye una habitación con un dormitorio, una ducha y chimenea, cuestan aproximadamente $ 7,346. Tradicionalmente, los prisioneros que trabajaban exitosamente como cocineros en Ranch House fueron asignados más tarde para trabajar como cocineros en la Mansión del Gobernador de Louisiana.

### Instalaciones recreativas

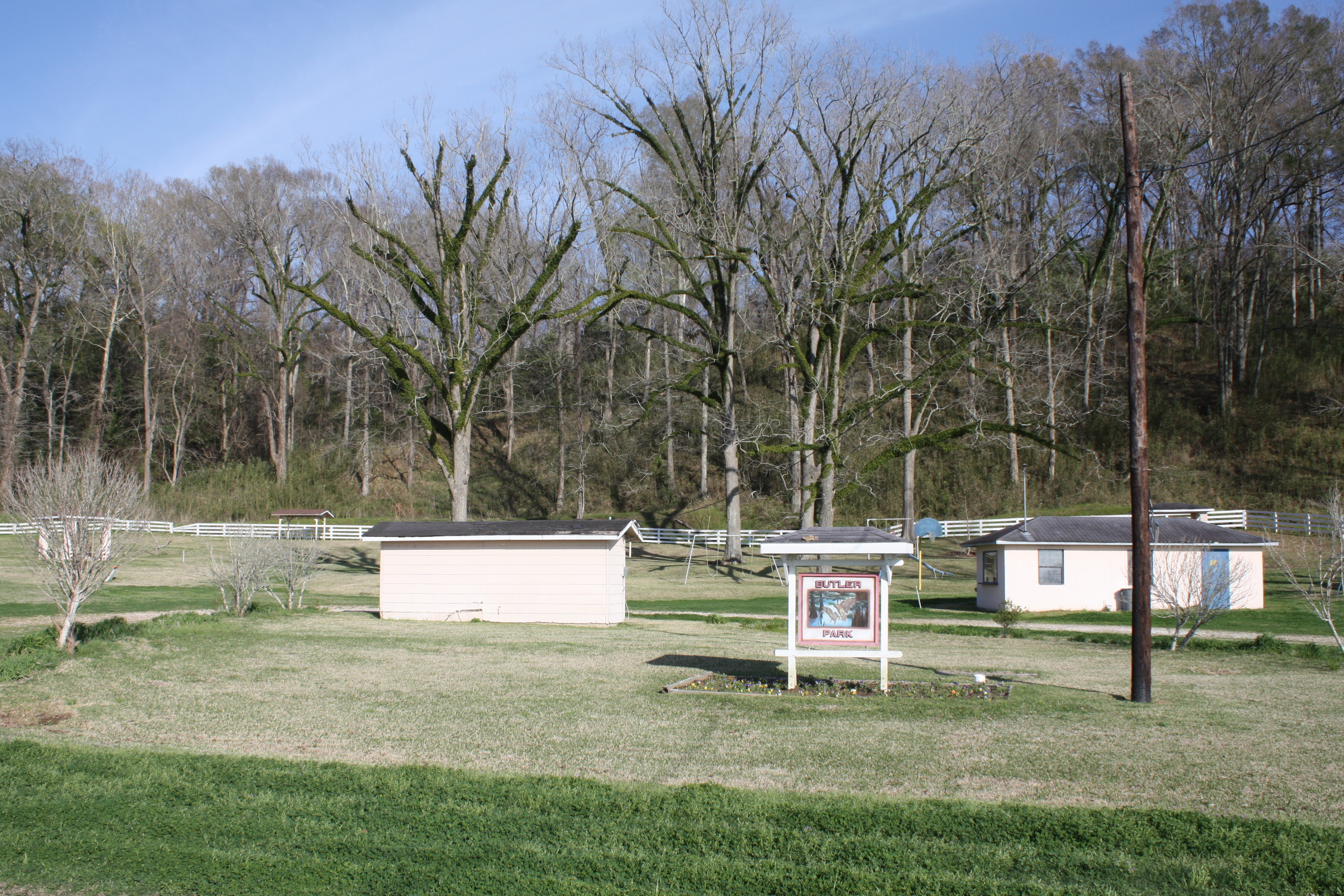
Butler Park

El personal de la prisión tienen acceso a instalaciones recreativas en la propiedad de Angola. La prisión tiene campos de pelota, el campo de golf Prison View, una piscina, una cancha de tenis y una pista para caminar, además del lago Killarney, un lago del río Misisipi ubicado en los terrenos de la prisión. La administración controla el acceso al lago Killarney.
Butler Park es una instalación recreativa en el borde de la prisión. Contiene glorietas, mesas de pícnic y asadores. A partir de 1986, un prisionero que no tenga problemas disciplinarios importantes durante al menos un año puede usar la propiedad.

### Campos de golf
El campo de golf de la prisión, tiene una superficie de 6,000 yardas (5,500 m), 9 hoyos y 72 par, está ubicado dentro de los terrenos de Angola. Prison View, es el único campo de golf de una prisión estadounidense, se encuentra entre Tunica Hills y el Campamento J, en la intersección de B-Line y el Campamento J. Todas las personas que deseen jugar deben proporcionar su información al personal, 48 horas antes de su llegada, para que las autoridades de la prisión puedan realizar verificaciones de antecedentes. A los delincuentes e individuos condenados en las listas de visitas no se les permite jugar en el campo de golf. Los presos actuales en Angola no tienen permitido jugar en el campo.
El campo de golf, construido en el sitio de una antigua pradera de toros, se inauguró en junio de 2004. Los presos realizaron la mayoor parte del trabajo para construirlo. A los presos que la administración considera más confiables se les permite acceder al campo de golf. El director Burl Cain declaró que construyó el curso para que se alentara a los empleados a permanecer en Angola los fines de semana. Quería que estuvieran disponibles para proporcionar apoyo en caso de alguna emergencia.

### Cementerios

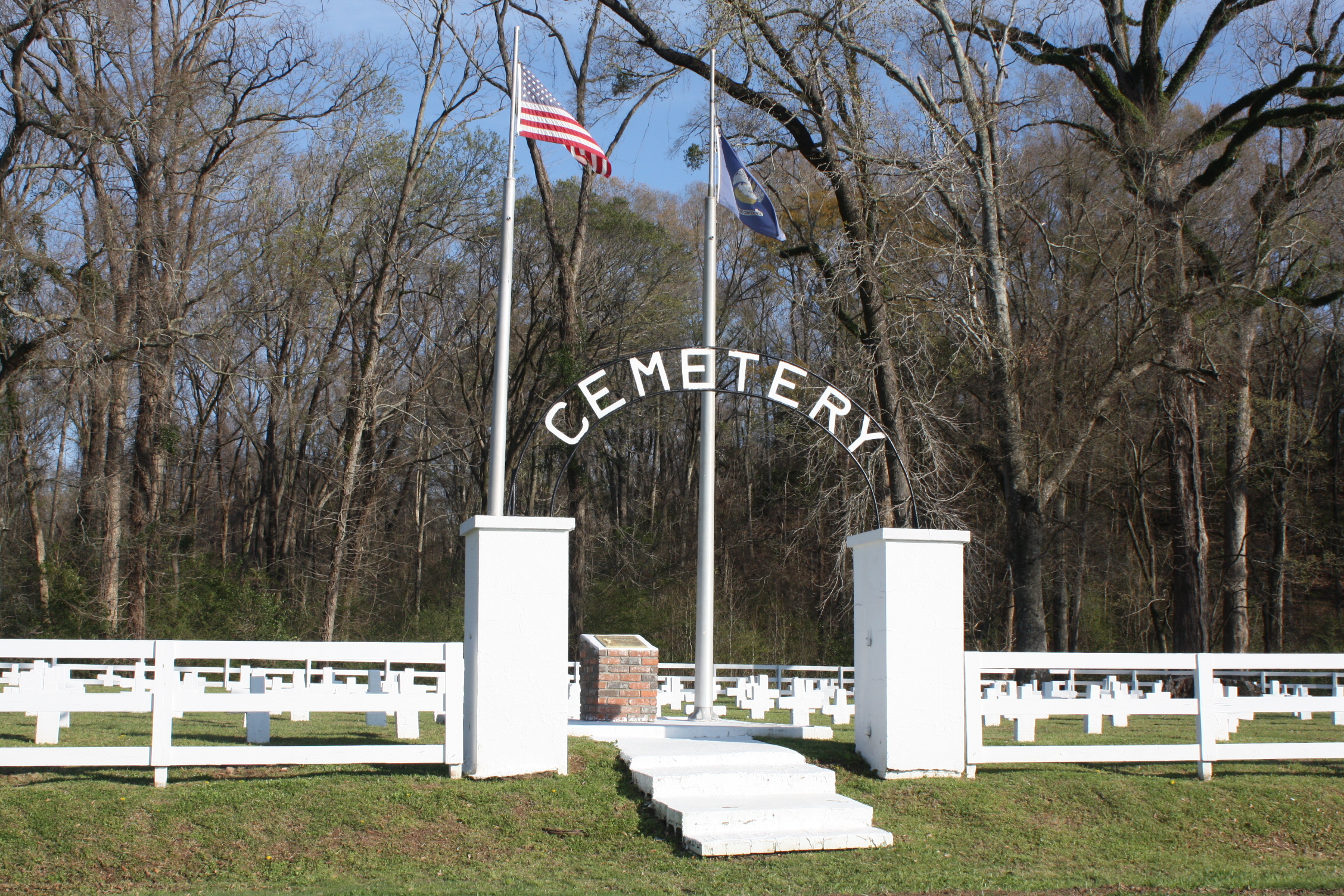
Point Lookout Cemetery.

El cementerio Point Lookout es el cementerio de la prisión, ubicado en el lado norte de la prisión, en la base de Tunica Hills. Los presos fallecidos de todas las prisiones estatales que han  sido enterrados en el lugar, son aquellos que no fueron reclamados y transportados a otros lugares por sus familiares. Una verja blanca rodea el cementerio. 

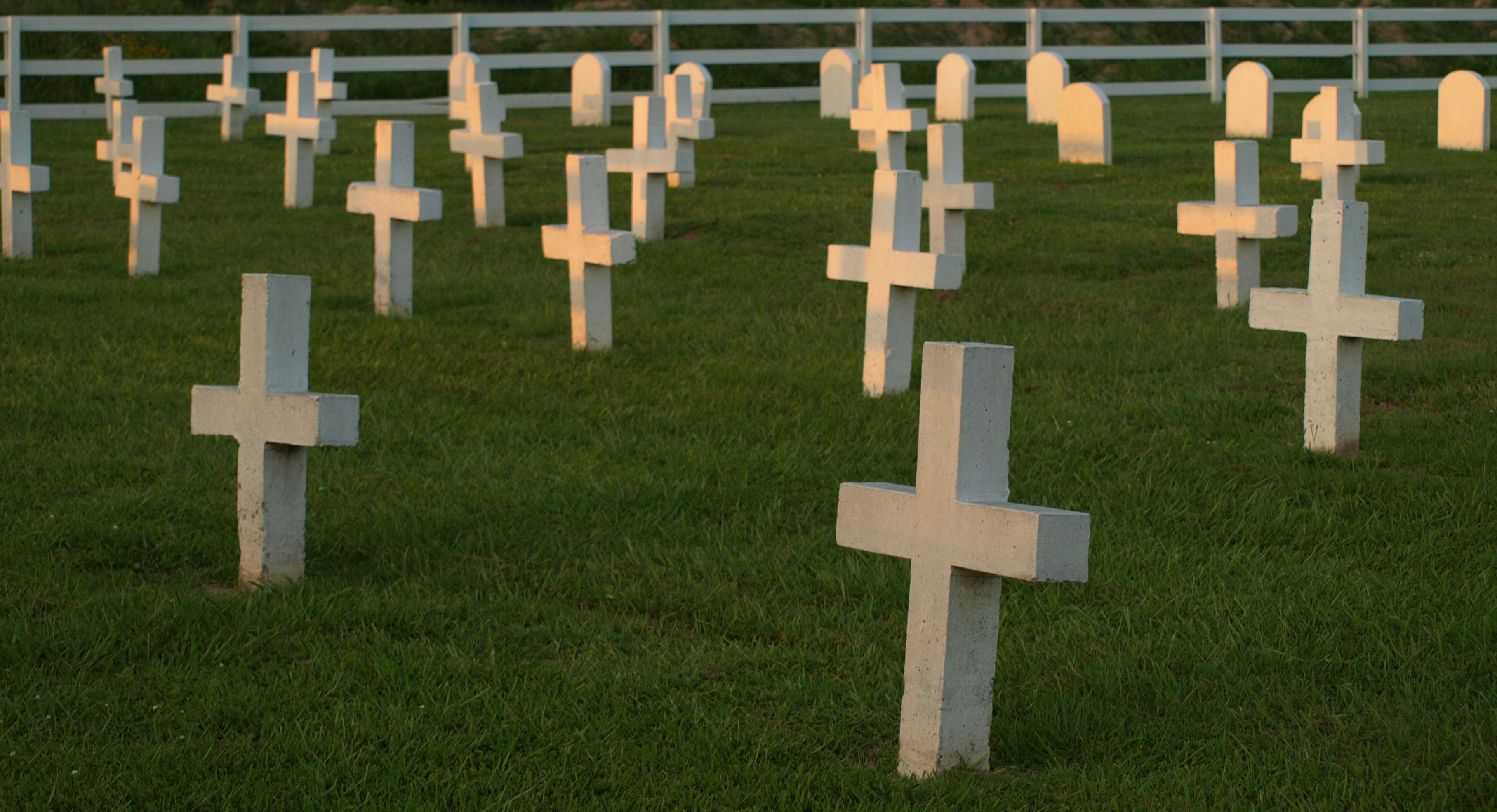
Point Lookout II

El Point Lookout actual se creó después de que una inundación de 1927 destruyera el cementerio anterior, que estaba ubicado entre los campos C y D actuales. En septiembre de 2001, se instaló un memorial que está dedicado a "Prisioneros desconocidos". La trama de Point Lookout establecida después de 1927 tiene 331 marcadores de sepulturas y un número desconocido de cuerpos.
Point Lookout II, un cementerio anexo a 91 m al este del Point Lookout original, inaugurado a mediados de la década de 1990; Tiene una capacidad de 700 tumbas. A partir de 2010, 90 prisioneros fueron enterrados en Point Lookout II.

### Museo de Angola
El Museo de Angola, operando gracias a la Fundación sin fines de lucro del Museo Penitenciario del Estado de Louisiana, es el museo de la prisión. Los visitantes no pagan admisión, pero pueden hacer una donación si lo desean. El museo se encuentra fuera de la puerta principal de la prisión.

### Pista de aviación
La prisión incluye la pista de aterrizaje de Angola (FAA LID: LA67). La pista de aterrizaje es utilizada por aviones de propiedad estatal para transportar prisioneros desde y hacia Angola, y para transportar a funcionarios en asuntos estatales desde y hacia Angola. El aeropuerto se utiliza durante el horario de verano.

### Seminario
En 1995, un campus del Seminario Teológico Bautista de Nueva Orleans se estableció en la penitenciaría a raíz de una invitación del director de la prisión, Burl Cain. La escuela ha reducido significativamente la tasa de violencia en la prisión. 

### Otras instalaciones y características de la prisión

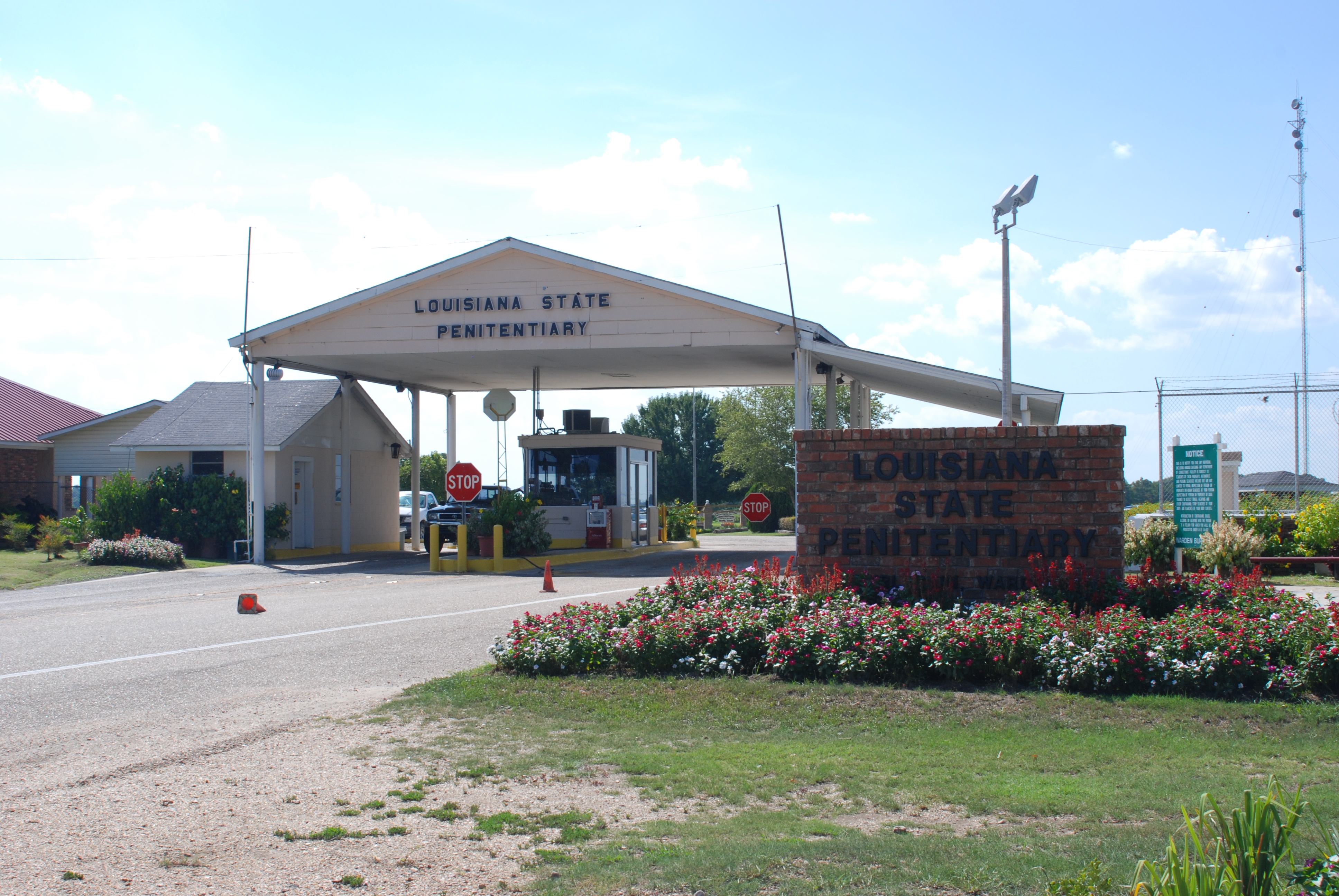
La caseta de vigilancia de la guardia, en la entrada principal de Angola

La entrada principal de la instalación tiene una caseta de vigilancia con techo de metal para revisar el tráfico hacia y desde la prisión. La casa de la guardia tiene largas barreras, con señales de alto, para evitar que los automóviles entren y salgan del recinto, sin el permiso de los oficiales. Para permitir el acceso o la salida de un vehículo, los oficiales elevan manualmente las barreras.
El Centro de Procesamiento de Visitas de Front Gate, con una capacidad nominal de 272 personas, es el punto de detección de procesamiento y seguridad para los visitantes de la prisión. El Servicio Postal de los Estados Unidos opera la oficina de correos de Angola en los terrenos de la prisión, siendo establecido el 2 de octubre de 1887.
La Academia de Capacitación para Oficiales Correccionales David C. Knapps, el centro estatal de capacitación para oficiales correccionales, está ubicada en la esquina noroeste de Angola, frente al Campamento F. Cerca del centro de capacitación, los prisioneros de Angola mantienen la única reserva natural ubicada en los terrenos de la institución penal. El Centro de Tratamiento R. E. Barrow, Jr. está ubicado en las instalaciones de Angola.
El C.C, el centro de entrenamiento Dixon K-9 es el área de entrenamiento de perros. Fue nombrado en 2002 para conmemorar a Connie Conrad Dixon, entrenadora de perros y oficial de K-9, quien murió en 1997 a la edad de 89 años.
La planta penitenciaria de tratamiento de aguas residuales del Estado de Louisiana sirve al complejo penitenciario. La prisión también alberga una arena de uso múltiple.

## Galería

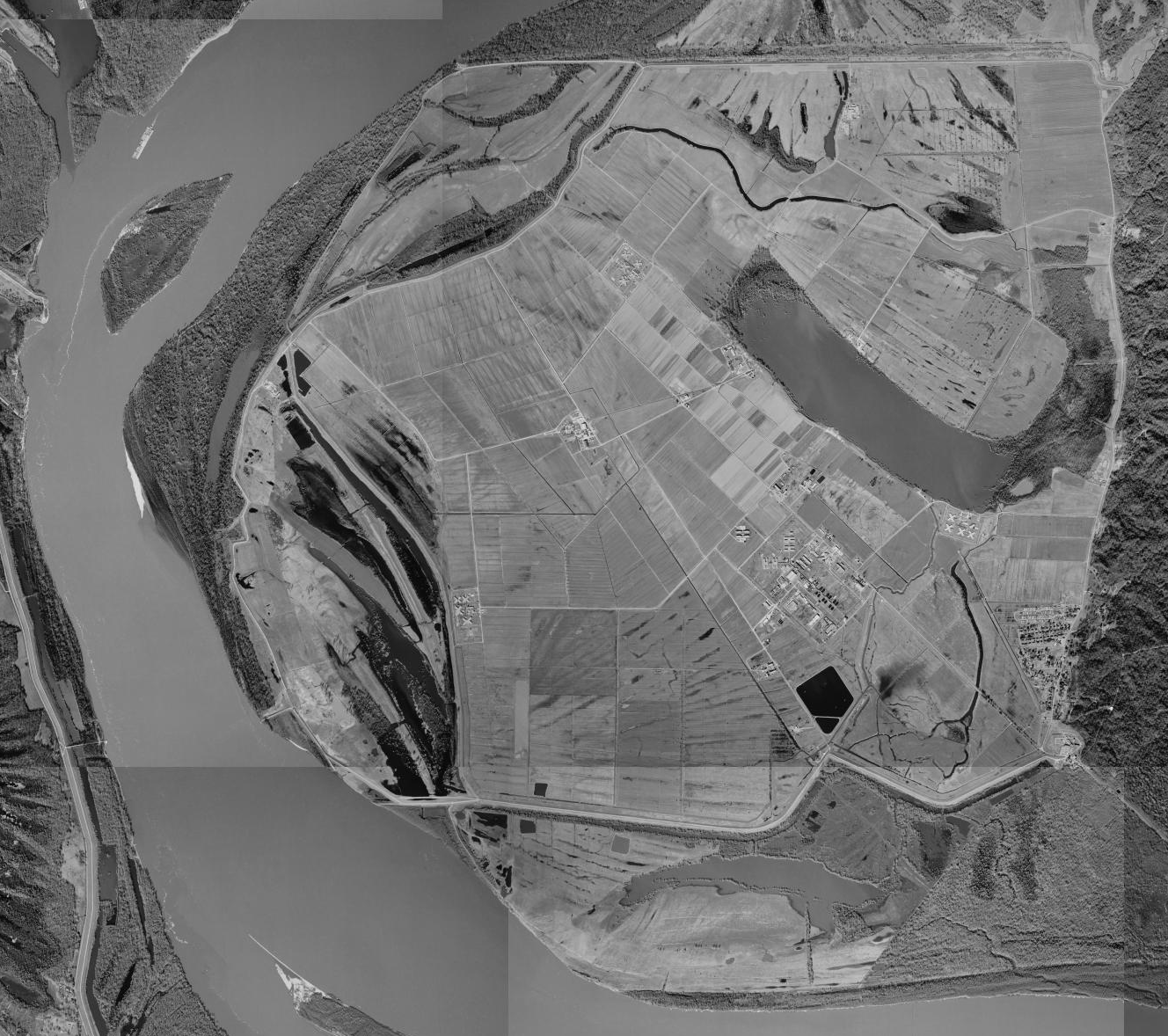
Fotografía aérea de la Louisiana State Penitentiary (10 de enero de 1998) - Servicio Geológico de los Estados Unidos
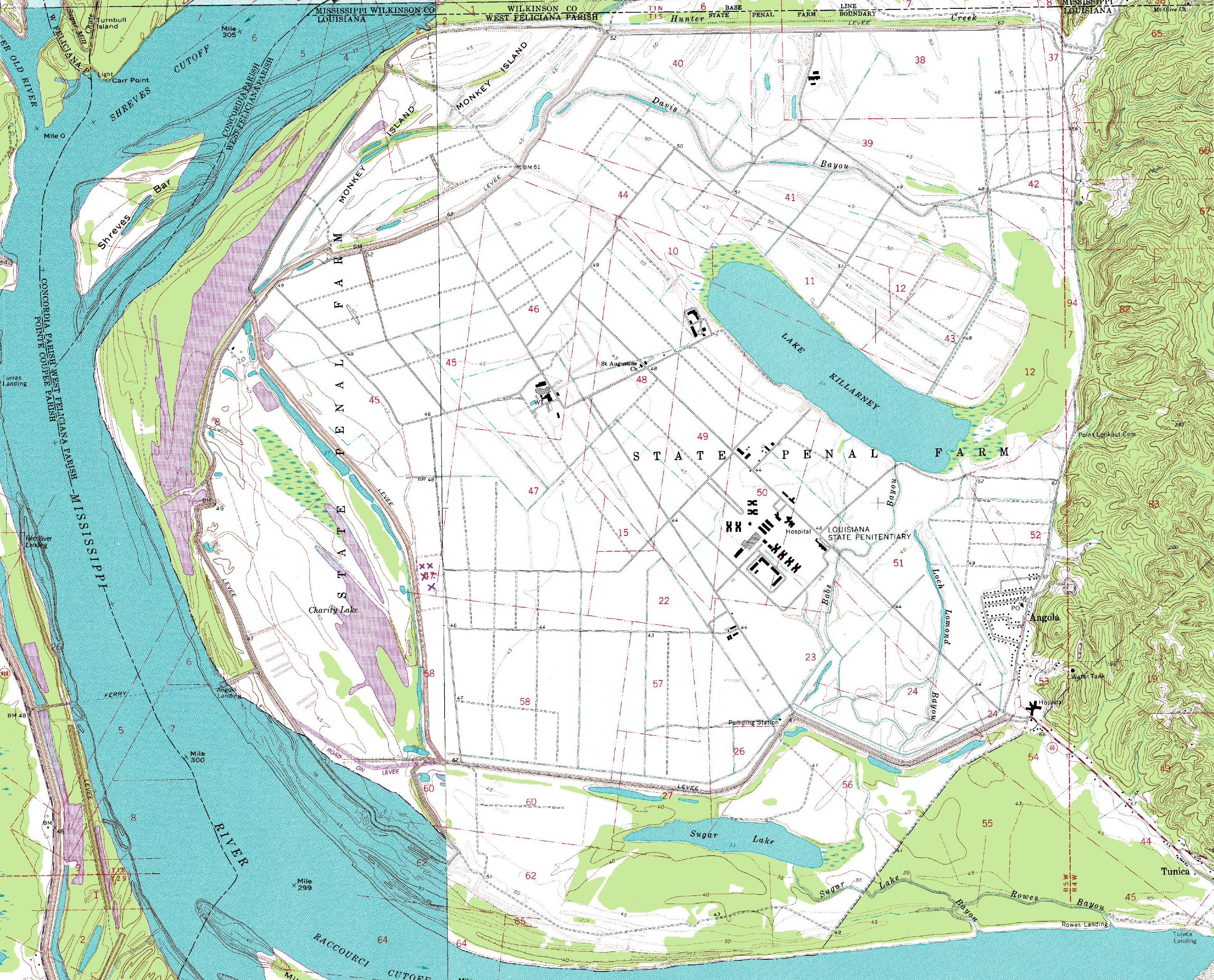
Mapa topográfico de la Louisiana State Penitentiary (El Primero de julio de 1994) - Servicio Geológico de los Estados Unidos
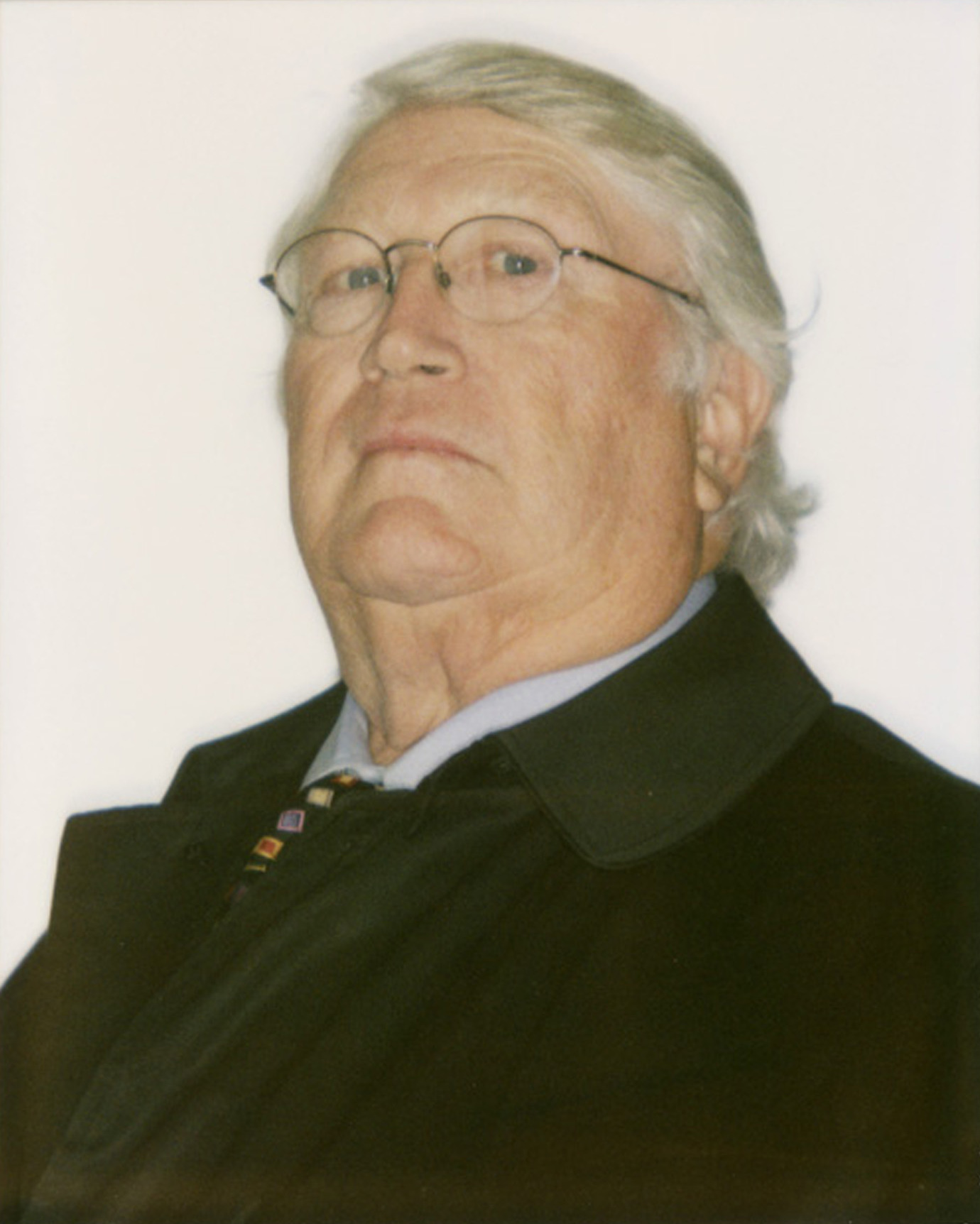
Burl Cain, el jefe de la LSP